# إيلين سيغارا
إيلين سيغارا (بالفرنسية: Hélène Ségara) ولدت باسم إيلين ريسو في 26 شباط 1971 وهي مغنية فرنسية.

## الحياة الشخصية
ولدت إيلين في 26 شباط 1971 في مزرعة جدها، أباها من أصل إيطالي وأمها أرمنية. وقالت أنها كانت مصدومة في طفولتها بطلاق أبويها عندما كانت في الثامنة، وبموت جدها عندما أصبحت في السادسة عشر.
و عندها أرادت أن تكون مغنية، فتركت مدرستها وعائلتها في سن الرابعة عشر.
وبعدها حصلت على العديد من الأعمال التي كانت ناجحة بها، بما فيها العزف على البيانو في French Riviera. وعندما نضجت في الثامنة عشر، أصبح لها ولد اسمه رافاييل، ابنها الأول.
وكانت خبرتها الموسيقية آخذة بالتوسع بالعديد من التأثيرات الموسيقية وأكثر من ألف أغنية،
في 1993 كانت Loin أول أغنية لها.
في عام 1996 هاجرت إلى باريس حيث لقيت كريستيان لواجيغو والذي أصبح أحد ملحنيها. والتقت أيضا بـ أوراندو المنتج الشهير والذي راقب وأعطى مهنتها دافعا جديدا. على الرغم من خبرتها واحترافها، فهي تبقى أقل احترافا من منتجها الأول.
بدأت إيلين نجاحها بأول أغنية Je vous aime adieu من الألبوم Cœur de verre والأغنية الثنائية  Vivo per lei  مع  Andrea Bocelli .

## الأعمال
من أشهر ألبوماتها :
1. Cœur de verre
2. Notre Dame de Paris
3. Au Nom d'une Femme
4. En concert à l'Olympia
5. Hélène
6. Humaine
7. Le Best of
8. Quand l'éternité...
9. Les 50 plus belles chansons
10. Collection prestige
11. Mon pays c'est la terre
12. Parmi la foule

## روابط خارجية
- إيلين سيغارا على موقع IMDb (الإنجليزية)
- إيلين سيغارا على موقع ميوزك برينز (الإنجليزية)
- إيلين سيغارا على موقع ديسكوغز (الإنجليزية)
- إيلين سيغارا على موقع قاعدة بيانات الفيلم (الإنجليزية)
- إيلين سيغارا على موقع كينوبويسك (الروسية)